# Cipriano de la Torre Agero
Cipriano de la Torre Agero (Cuéllar, 1830) fue un político español del siglo XIX.
Miembro de una familia de la nobleza segoviana, fue hermano del pintor Eugenio, alcalde de Cuéllar, y de Mariano de la Torre Agero, alcalde de Segovia y presidente de la Diputación Provincial de Segovia. Fue además, tío de la poeta española Alfonsa de la Torre.
Fue diputado en las Cortes Españolas por el distrito electoral de Cuéllar por el Partido Republicano Democrático Federal entre 1873 y 1874.